# Renato Dirnei Florêncio Santos
Renato Dirnei Florencio Santos (Santa Mercedes, 15 mei 1979) - voetbalnaam Renato - is een Braziliaans betaald voetballer die bij voorkeur als verdedigende middenvelder speelt. Hij verruilde in 2004 Santos FC voor Sevilla FC, waar hij in mei 2010 zijn contract verlengde tot aan de zomer van 2012. In 2003 debuteerde Renato in het Braziliaans voetbalelftal. Hij bezit naast de Braziliaanse ook de Italiaanse nationaliteit.

## Clubvoetbal
Renato speelde in eigen land als profvoetballer bij Guarani FC (1998-2000) en Santos FC (2000-2004). Met een jong elftal, dat naast Renato onder andere Robinho, Diego en Alex omvatte, werd Santos FC in 2002 en 2004 kampioen van Brazilië en in 2003 tweede in het toernooi om de Copa Libertadores. In 2004 werd hij gecontracteerd door Sevilla FC. Renato was een van de prominente spelers in het team van Sevilla FC dat in 2006 zowel de UEFA Cup als de UEFA Supercup won. In de wedstrijd om de Supercup tegen FC Barcelona (3-0) maakte hij het eerste doelpunt. Een jaar later won Renato met Sevilla beide prijzen opnieuw.

## Nationaal elftal
Renato debuteerde in 2003 in het Braziliaans voetbalelftal. In 2004 won hij met de Seleção in Peru de Copa América door in de finale na strafschoppen te winnen van Argentinië. Een jaar later veroverde Renato met het nationaal elftal in Duitsland de Confederations Cup 2005. Opnieuw was Argentinië in de finale de tegenstander. Ditmaal won Brazilië met 4-1.

## Clubstatistieken
| seizoen    | club       | land              | competitie             | wed. | goals |
| ---------- | ---------- | ----------------- | ---------------------- | ---- | ----- |
| 2000       | Santos FC  | Vlag van Brazilië | Campeonato Brasileiro  | 23   | 0     |
| 2001       | Santos FC  | Vlag van Brazilië | Campeonato Brasileiro  | 24   | 1     |
| 2002       | Santos FC  | Vlag van Brazilië | Campeonato Brasileiro] | 25   | 1     |
| 2003       | Santos FC  | Vlag van Brazilië | Campeonato Brasileiro  | 44   | 10    |
| 2004       | Santos FC  | Vlag van Brazilië | Campeonato Brasileiro  | 6    | 0     |
| 2004/05    | Sevilla FC | Vlag van Spanje   | Primera División       | 33   | 3     |
| 2005/06    | Sevilla FC | Vlag van Spanje   | Primera División       | 21   | 1     |
| 2006/07    | Sevilla FC | Vlag van Spanje   | Primera División       | 33   | 4     |
| 2007/08    | Sevilla FC | Vlag van Spanje   | Primera División       | 28   | 4     |
| 2008/09    | Sevilla FC | Vlag van Spanje   | Primera División       | 32   | 8     |
| 2009/10    | Sevilla FC | Vlag van Spanje   | Primera División       | 33   | 4     |
| 2010/11    | Sevilla FC | Vlag van Spanje   | Primera División       | 24   | 1     |
| Bijgewerkt | 26-07-2011 |                   |                        |      |       |

1 Júlio César ·
2 Mancini ·
3 Luisão ·
4 Juan ·
5 Renato ·
6 Gustavo Nery ·
7 Adriano ·
8 Kléberson ·
9 Luís Fabiano ·
10 Alex ·
11 Edu ·
12 Fábio ·
13 Maicon ·
14 Bordon ·
15 Cris ·
16 Dudu Cearense ·
17 Adriano C. ·
18 Júlio Baptista ·
19 Diego ·
20 Felipe ·
19 Ricardo Oliveira ·
20 Vágner Love ·
Coach: Parreira
1 Dida ·
2 Maicon ·
3 Lúcio ·
4 Roque Júnior ·
5 Emerson ·
6 Gilberto Melo ·
7 Robinho ·
8 Kaká ·
9 Adriano ·
10 Ronaldinho  ·
11 Zé Roberto ·
12 Marcos ·
13 Cicinho ·
14 Juan ·
15 Luisão ·
16 Léo ·
17 Gilberto Silva ·
18 Juninho Pernambucano ·
19 Renato ·
20 Júlio Baptista ·
21 Ricardo Oliveira ·
22 Edu ·
23 Gomes ·
Coach: Parreira